# Калузьке гето
Калузьке гето — єврейське гето, створене нацистами в період Другої світової війни на території Калуги. Проіснувало близько двох місяців у листопаді-грудні 1941 року до контрнаступу радянської армії під Москвою. Є першим звільненим гето Європи.

## Окупація та створення гето

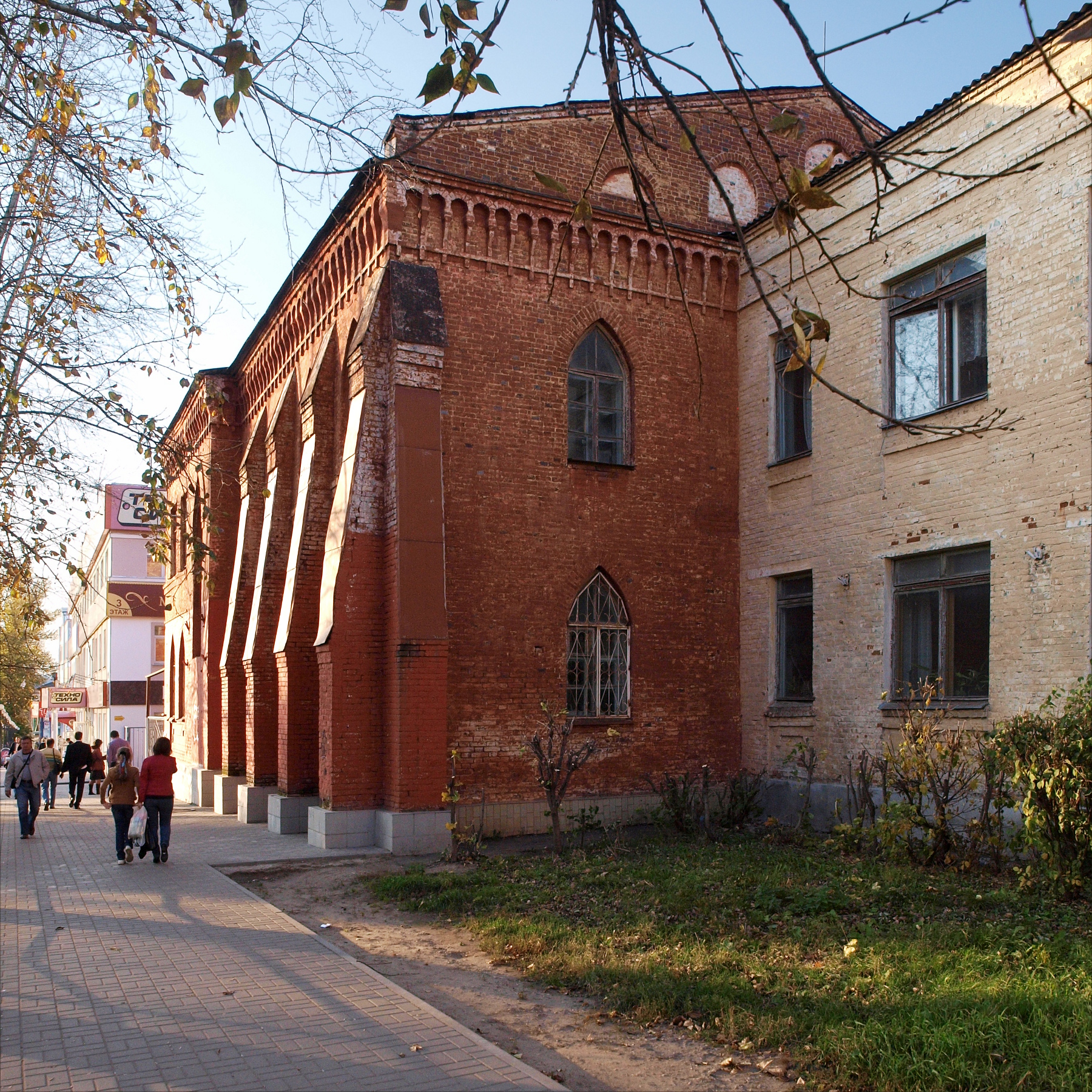
колишня Калузька синагога

У 1920-ті роки в Калузі мешкало близько 800 євреїв, що становило приблизно 2 % населення. У 1939 році їх було 2157 осіб. Під час німецько-радянського етапу війни нацистські війська окупували Калугу 13 жовтня 1941 року. До цього моменту більшість калузьких євреїв поїхали на схід, в місті залишилося за різними даними, від 150 до 200 осіб єврейського етносу, здебільшого жінки, діти, люди похилого віку і хворі.
Відразу ж із початком окупації нова влада прийняла ряд указів, спрямованих проти євреїв. Їм було заборонено відвідувати громадські місця, вони не мали права користуватися електрикою. Контакти між місцевими жителями і євреями були заборонені. Німецьке командування розмістило пропагандистські плакати на вулицях Калуги, звинувачуючи євреїв у більшовизмі і розв'язуванні війни. Євреї повинні були носити жовту зірку нашиту праворуч на грудях і праворуч на спині.
.14 євреїв були розстріляні у перші дні окупації як радянські активісти. 8 листопада 1941 року наказом № 8 Калузької міської управи «Про організацію прав жидів» на реєстрацію євреїв у міській управі відводилося 5 діб для мешканців міста і 10 — для мешканців району. Тим же наказом у районі «Кооперативне селище» (рос. Кооперативный посёлок, на місці колишнього монастиря, між вулицями «Кутузова» і «Красная гора») було створене єврейське гето на 155 осіб — 64 чоловіків і 91 жінка. 1 жінка була доставлена у гето після закінчення реєстрації, вона була по-звірячому побита. Працездатних чоловіків було 17 осіб. У гето було 46 осіб дитячого віку (до 14 років) і 64 осіб були старше за 60 років або були інвалідами. У якості «жидівського старости» на вимогу німців вибрали колишнього бухгалтера М. І. Фрумкіна.

## Життя в гето і вбивства узників
Узники могли брати з собою тільки те, що могли унести в руках або привезти на санях. Вони жили у колишніх чернечих келіях без опалення, продуктів і води. Щодня євреїв, які були виселені з міських квартир, виводили на роботу по прибиранню трупів, очищенню громадських туалетів і сміттєвих ям, тощо. Виходити з гето дозволялося 3 рази на тиждень з 8:00 до 11:00 ранку в «небазарні дні», відвідання лазні було заборонене. Спілкування з не-єврейським населенням заборонялося під погрозою смертної страти.
Час від часу нацисти влаштовували в гето обшуки, відбирали у людей теплі речі, взуття, тощо. Обшуки супроводжувалися жорстким побиттям, а паралізованого старого Гершковича облили бензином і спалили живцем. Деякі калужани допомагали євреям, передаючи у гето їжу і ліки. Старосту гето Фрумкіна побили за те, що у списку в'язнів він застосував слова «єврей», «єврейський» замість «жид», «жидівський».
Жителям міста за укриття євреїв окупанти погрожували стратою 15 осіб за 1 знайденого єврея. 22 грудня нацисти підпалили гето і стріляли у тих, які побігли, у результаті загинуло 11 осіб (шість з яких — хворі та старі), іншим вдалося врятуватися. У своїх шкільних творах у грудні 1942 року діти, які перебували у гето, розповіли про життя в гето. Пізніше твори увійшли до книги «Війна очима дітей» (рос. Война глазами детей), видану обласним архівом. Так, в одному з творів говорилося: «Коли прийшли німці, це було 12 жовтня 1941 р., нас як євреїв вислали до Кооперативного селища (раніше — жіночий монастир). Там вони над нами знущалися: били, розстрілювали, гнали на різний брудні роботи. Коли ми були у Кооперативному селищі, нас обгородили парканом, а паркан робили самі: діти від чотирнадцяти-п'ятнадцяти років, до сімдесяти-сімдесяти п'яти років старі».
30 грудня місто було звільнено військами радянської армії. Всього у Калузі загинуло приблизно 25 осіб євреїв.

## Пам'ять
У Калузі немає ні пам'ятника загиблим, ні меморіальної дошки з нагадуванням про ці події. У березні 2012 року у приміщені Архіву новітньої історії Калуги пройшла презентація книги «Єврейське гето у Калузі», яка видана з ініціативи місцевої єврейської громади.